# Mässingsbruk

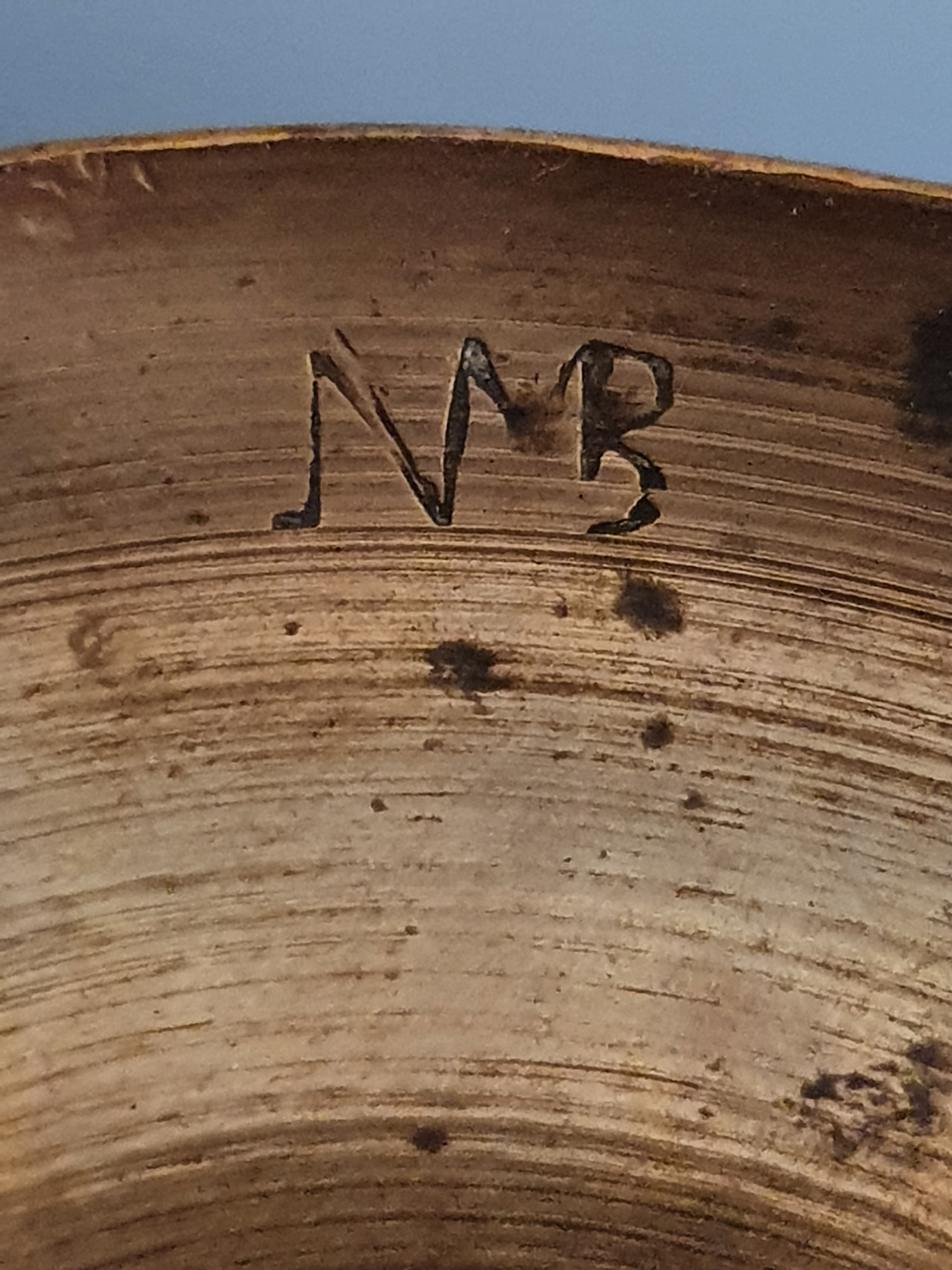
Märkning med Nyköpings Mässingsbruk.

Ett mässingsbruk är en industriell anläggning för produktion av mässingsprodukter. 

## Mässingsbruk i Sverige
Det första mässingsbruket i Sverige inrättades 1571 i Vattholma i Uppland av ett par tyskar från Aachen. Brukets verksamhet blev dock ganska kortvarig, och verksamheten lades snart ned. Under 1600-talet tillkom dock flera nya mässingsbruk. Först Nyköpings mässingsbruk 1606,  Skultuna 1607, Vällinge i Salems socken 1624, 1625 Nacka mässingsbruk, 1627 Norrköpings mässingsbruk, 1661 Gusum och 1667 Bjurfors. Andra försök misslyckades eller fick kort varaktighet. Under 1700-talet försämrades förutsättningarna för bruken. Nacka mässingsbruk upphörde redan 1722. Vällinge och Norrköping fortsatte till omkring 1800, Bjurfors till 1835 och Nyköping till omkring 1840.
Mässingsbruken producerade i huvudsak mässingsplåt, mässingstråd och gjutmässing. Då mässing kan poleras högblank har materialet ofta använts till prydnadsföremål, så kallat fattigmansguld. Andra vanliga produkter är exempelvis ljusstakar, ljuskronor, mortlar och kannor. Hantverkarna som göt produkter av mässing kallades gelbgjutare och blev vanliga i Sverige från 1700-talet.
Från mitten av 1800-talet börjar i stället fabrikstillverkning av mässing ta över, Jönköpings Metallfabrik på 1840-talet och Westerås Metallfabrik i början av 1850-talet, under slutet av 1800-talet tillkommer en mängd nya.

## Dåtida bilder

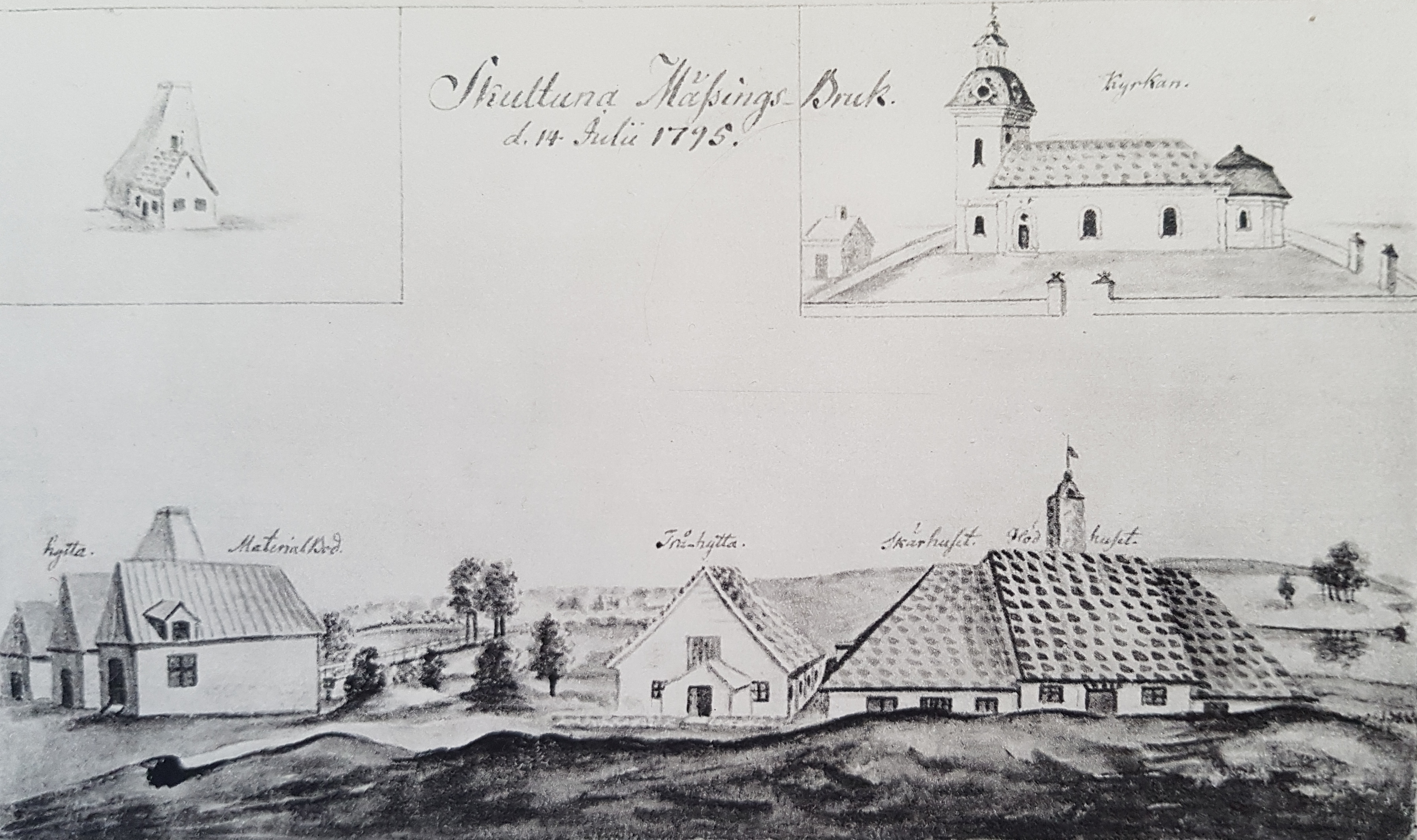
Skultuna mässingsbruk 1795.
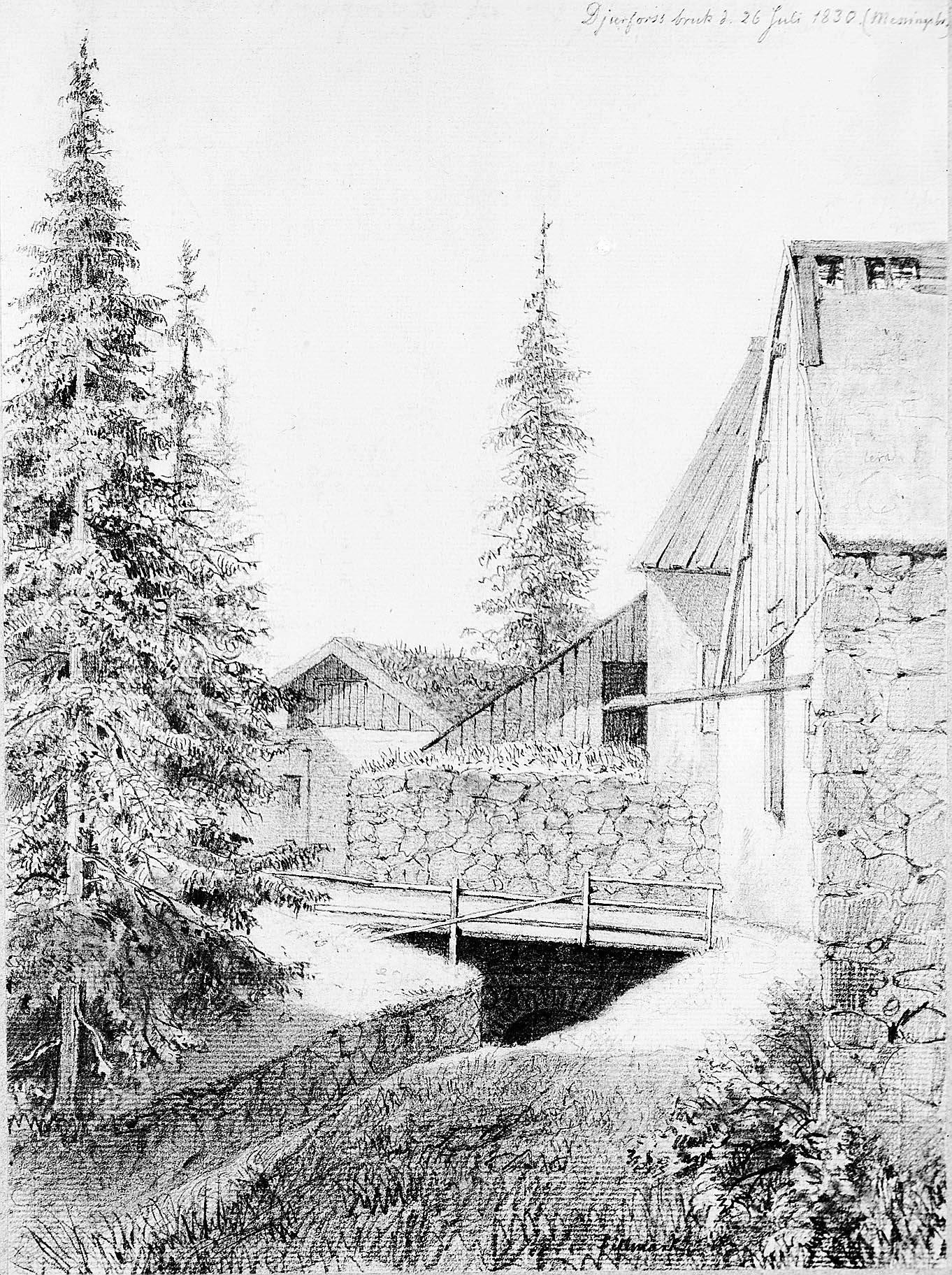
Bjurfors mässingsbruk 1830.